# Старое Маврино
Старое Маврино — село в Заинском районе Татарстана. Административный центр Старо-Мавринского сельского поселения.

## География
Находится в восточной части Татарстана на расстоянии приблизительно 23 км на юг по прямой от районного центра города Заинск у речки Чекмень.

## История
Основано предположительно в начале XVIII века.

## Население
Постоянных жителей было: в 1859 году- 417, в 1897—833, в 1913—959, в 1920—945, в 1926—896, в 1938—649, в 1949—514, в 1958—484, в 1970—436, в 1979—224, в 1989—272, в 2002—300 (русские 68 %, татары 30 %), 296 в 2010.